# Eutychide candallariae
Eutychide candallariae is een vlinder uit de familie van de dikkopjes (Hesperiidae). De wetenschappelijke naam van de soort is voor het eerst geldig gepubliceerd in 1920 door Embrik Strand. Deze naam wordt wel beschouwd als een synoniem van Halotus angellus (Plötz, 1886).